# Cnemolia densenigromaculata
Cnemolia densenigromaculata là một loài bọ cánh cứng trong họ Cerambycidae.